# Abra de Ilog
Abra de Ilog é um município de  segunda classe de renda municipal (d) na província Ocidental Mindoro, nas Filipinas. De acordo com o censo de 1 de maio  de  2020 possui uma população de 35 176 pessoas e 8 334 domicílios.